# Élections législatives dominiquaises de 2009
Les élections législatives dominiquaises de 2009 se sont déroulées le 18 décembre 2009.

## Mode de scrutin
L'Assemblée de la Dominique est un parlement monocaméral composé de 31 sièges, dont 21 sont pourvus au suffrage direct au scrutin uninominal majoritaire à un tour dans autant de circonscriptions. 9 autres membres, dits sénateurs, sont désignés par le Président de la Dominique dont 5 sur recommandation du Premier Ministre et 4 sur celle du Chef de l'opposition. Enfin les deux derniers sièges sont réservés au Procureur général et au Président de l'Assemblée s'ils ne sont pas issus des rangs des parlementaires. La durée du mandats des 31 membres du parlement est de cinq ans.

## Résultats
|                           |                                  |        |       |        |               |
| Partis                    | Partis                           | Votes  | %     | Sièges | +/–           |
|                           | Parti travailliste               | 22 262 | 61,34 | 18     | 6             |
|                           | Parti uni des travailleurs       | 12 606 | 34,73 | 3      | 5             |
|                           | Parti de la liberté de Dominique | 866    | 2,39  | 0      | en stagnation |
|                           | Mouvement populaire démocrate    | 180    | 0,50  | 0      | Nv.           |
|                           | Parti progressiste de Dominique  | 12     | 0,06  | 0      | en stagnation |
|                           | Indépendants                     | 358    | 0,99  | 0      | 1             |
|                           |                                  |        |       |        |               |
| Votes valides             | Votes valides                    | 36 294 | 98,40 |        |               |
| Votes blancs et invalides | Votes blancs et invalides        | 589    | 1,60  |        |               |
| Total                     | Total                            | 36 883 | 100   | 21     | en stagnation |
| Abstention                | Abstention                       | 30 340 | 45,13 |        |               |
| Inscrits/Participation    | Inscrits/Participation           | 67 223 | 54,87 |        |               |